# Mount Coulter
Mount Coulter ist ein rund 1000 m hoher Berg im westantarktischen Queen Elizabeth Land. Im zu den Schmidt Hills gehörenden Abschnitt der Neptune Range in den Pensacola Mountains ragt er 5 km nordwestlich des Mount Gorecki auf.
Der United States Geological Survey kartierte ihn anhand eigener Vermessungen und Luftaufnahmen der United States Navy aus den Jahren von 1956 bis 1966. Das Advisory Committee on Antarctic Names benannte ihn 1968 nach LeRoy G. Coulter (1930–2001), Koch auf der Ellsworth-Station im antarktischen Winter des Jahres 1958.